# Dežela kozolcev
Dežela kozolcev je muzej kozolcev na prostem v bližini Šentruperta v dolini reke Mirne na Dolenjskem.
Muzej je namenjen ohranjanju in predstavitvi različnih tipov kozolcev, slovenske etnografske posebnosti povezane s spravilom sena in drugih kmetijskih pridelkov. Zaradi spremenjenega načina kmetovanja ti izgubljajo svoj prvobiten pomen, posledica tega pa je njihovo propadanje in s tem izgubljanje pomembne nacionalne krajinske, tehnične in kulturne dediščine, povezane z njihovo uporabo  Poleg razstave kozolcev je park namenjen tudi predstavitvi drugih etnoloških vsebin, od košnje do spravila sena in žit, v njem pa naj bi bile organizirane kulturne prireditve, delavnice, športne prireditve in celo poroke. Vse izmed teh so od nekdaj priljubljene in dobro obiskane. Park je 6. junija 2013 slovesno odprl Borut Pahor, predsednik Republike Slovenije.
V parku je na površini 2,5 hektarjev postavljenih 19 kozolcev, različnih tipov, med katerimi je speljano 1 km sprehajalne poti. Najstarejši izmed postavljenih v parku je Lukatov toplar iz leta 1795, ki je tudi edini v muzeju pokrit s slamo. V muzeju je postavljenih šest značilnih tipov kozolcev : trije enojni (enojni, enojni s plaščem, enojni vzporedni) in trije dvojni (nizki, kozolec na kozla in toplar). V bližini parka stoji tudi Simončičev toplar, edini kozolec v Sloveniji s statusom kulturnega spomenika državnega pomena.
- Kozolci v parku v Šentrupertu
- Lesne zveze, uporabljene pri gradnji kozolca
- Strokovno obnovljen kozolec s slamnato streho
- Tesarji so bili odlični mojstri
- Najstarejši kozolec v deželi Kozolcev
- Notranjost kozolca